# 苏尔亚达尔马·阿里
苏尔亚达尔马·阿里（1956年9月19日—2025年7月31日）是印度尼西亚商人、宗教和政治人物，穆斯林，歷任印尼合作社与中小企业国务部长（2004—2009）、建设团结党主席（2007—2014）、印尼宗教事务部长（2009—2014）。

## 早年生活
苏尔亚达尔马·阿里生于印尼首都雅加达，1984年毕业于谢里夫·希达亚图拉伊斯兰经学院（现雅加达谢里夫·希达亚图拉国立伊斯兰大学）。毕业后、进入政坛前，他曾在印尼多家零售企业工作。1985年他进入英雄超市集团工作，到了1999年成为超市的副经理。

## 党主席和部长生涯
2001年至2004年，苏尔亚达尔马·阿里担任印尼人民代表会议（国会下院）第五委员会主席。2004年10月，苏西洛·班邦·尤多约诺当选印尼总统，阿里在苏西洛总统领导的内阁中担任合作社与中小企业国务部长。2004年至2007年，阿里担任建设团结党在人民协商会议（国会上院）的议会党团负责人。2007年2月，阿里被选为建设团结党主席，接替前任哈姆扎·哈兹。2009年7月苏西洛再次当选总统，同年10月改组内阁，阿里改任宗教事务部长。
苏尔亚达尔马在宗教事务上以保守著称，他在宗教事务部长任上有许多有争议的言行。2010年9月他呼吁全面禁止艾哈迈迪耶派，他认为该派的教义已经背离了《古兰经》的正道。
2012年4月苏西洛总统委任苏尔亚达尔马负责起草新的反色情法案。苏尔亚达尔马表示其中会征求各方的意见，以形成“一个普遍的标准”，他说其中一个标准应该是穿着露出膝盖的裙子就会被认为是色情，也就是说禁止女性穿超短裙。对此，印尼全国妇女联合国副主席玛斯鲁哈认为该“标准”侵犯了女性的合法权益。国会副议长普拉莫诺·阿農也对草案提出批评。

## 逝世
2025年7月31日，苏尔亚达尔马在南雅加達古寧安國信醫院逝世，終年68歲。